# Лилль
Лилль (фр. Lille МФА: [lil]о файле, пикард. Lile, западнофлам. Rysel, нидерл. Rijsel) — город и коммуна во Франции, административный центр региона О-де-Франс и департамента Нор, на левом берегу канала Дёль, в 14 км от бельгийской границы, до недавнего времени — центр текстильной промышленности Франции. Вместе с несколькими другими городами Франции и соседней Бельгии Лилль с пригородами образует трансграничный евроокруг Большой Лилль и Лилльскую агломерацию (фр. Métropole Européenne de Lille).

## Агломерация
Население самого города (2017) — 232 787 человек. Однако агломерация (метрополия) Лилля (население 1,043 млн.) — вторая по населённости метрополия Франции после Парижа; она включает в себя также традиционные текстильные центры Рубе и Туркуэн. Агломерация продолжается и за границей с Бельгией, образуя 2-миллионный евроокруг «Лилль-Кортрейк», к которому относятся такие города, как Кортрейк, Мускрон, Турне и Ипр.

## История
В Средние века Лилль был селом на острове между двух рукавов реки Дёль. На французском его название значит просто «остров» (фр. l'île), то же значение имеет и нидерландское Rijsel. В XI веке фламандский граф Балдуин IV обнёс его укреплениями против норманнов.
Развитие города начинается в правление Балдуина V. В 1128 году Лилль выдержал осаду французского короля Людовика VI Толстого. В конце XII века город достиг высшей степени процветания, но затем оно было остановлено войной между графом Ферраном и французским королём Филиппом II Августом. Последний взял Лилль в июне 1213 года и оставил в нём большой гарнизон под началом своего сына, который, в свою очередь, выдержал в Лилле осаду графа Феррана. Однако Ферран вынужден был отступить от Лилля, и только с наступлением зимы, после того, как французские войска его оставили, ему удалось взять Лилль. Вскоре за тем Филипп-Август вторично занял Лилль и сжёг его. Тем не менее, жители Лилля вскоре настолько оправились, что смогли уплатить контрибуцию и в 1229 году восстановить укрепления. В 1236 году графиня Жанна Фландрская основала в Лилле знаменитую в Средние века богадельню.
В 1297 году была объявлена война между королём Филиппом IV Красивым и графом Фландрии Ги де Дампьером. Король овладел Фландрией и 23 июня осадил Лилль. После девятинедельной осады он принудил крепость к сдаче. В августе 1302 года Лилль был взят фламандцами. Через 2 года сюда собрались остатки фламандской армии, разбитой Филиппом при Монс-ан-Певеле. Король, преследуя их, осадил снова город и вновь заставил его капитулировать. Но война на этом не прекратилась, и в 1314 году Лилль опять был осаждён фламандцами, на этот раз без успеха.
В 1454 году Филипп Добрый и его придворные на «фазаньем пире» в Лилле принесли клятву отвоевать Константинополь у неверных. В то время население города перевалило за 25 тысяч; это был один из крупнейших центров Бургундских Нидерландов, а лилльские кружева ценились по всей Европе.
Несмотря на религиозные конфликты конца XVI века, Лилль продолжал динамично развиваться даже под властью консервативных испанских Габсбургов.

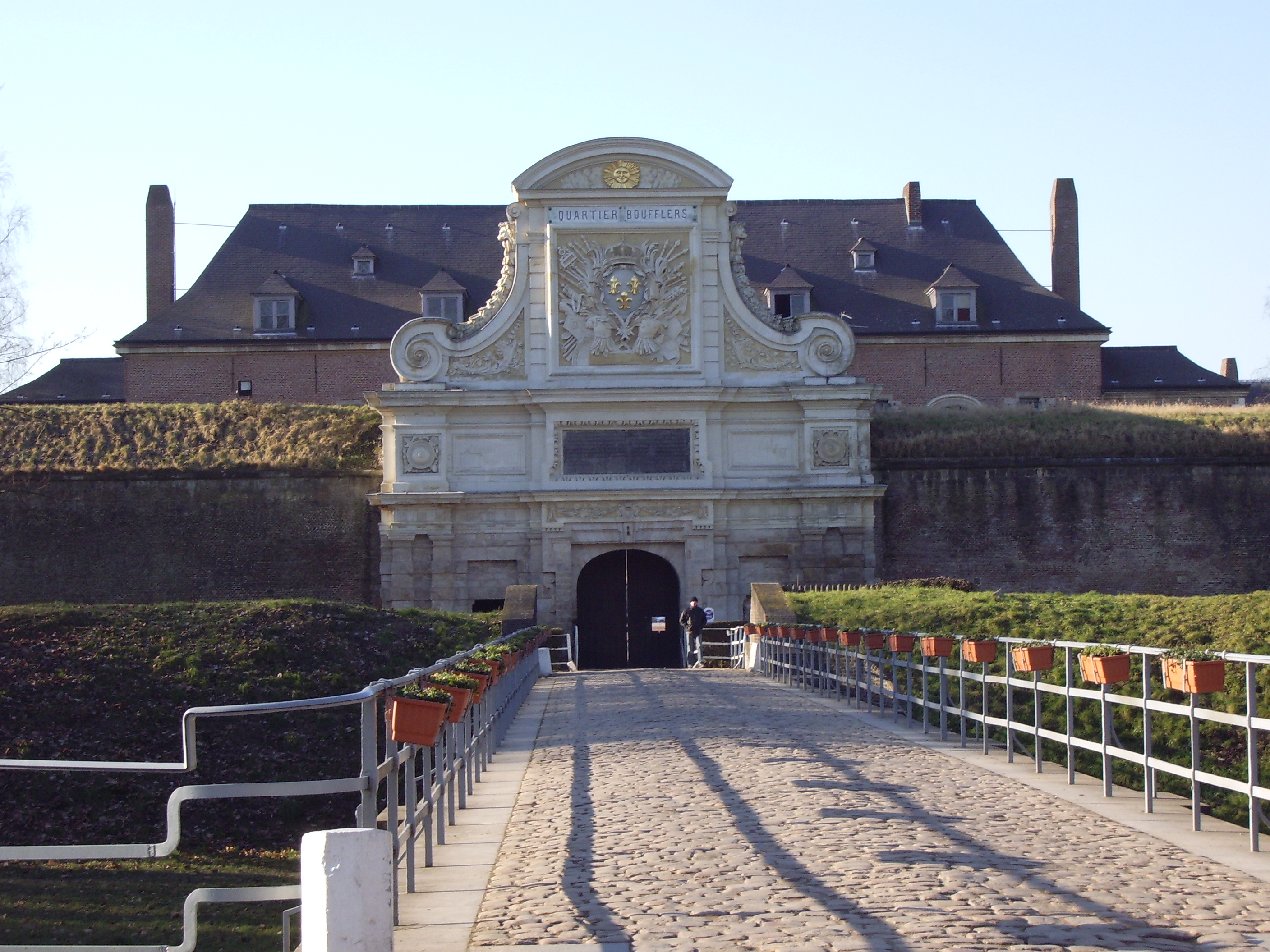
Вход в «Цитадель Вобана» (XVII век)

Первый Аахенский мир 1668 года закрепил Лилль за Францией, овладевшей городом после осады. Людовик XIV поручил Вобану тщательно укрепить город на случай новых войн. Несмотря на все меры предосторожности, в 1708—1713 годах Лилль находился в руках англичан и австрийцев.
В честь успешной обороны города от австрийцев в 1792 году на главной площади города была воздвигнута памятная колонна.
В Лилле родился Жан-Батист Жозеф Викар (1762—1834), живописец, завещавший родному городу собранную им коллекцию произведений искусства, которая стала основой «Музея Викара» и находится сейчас во Дворце изящных искусств в Лилле.
В XX веке город продолжал расти благодаря близости к странам Бенилюкса и удачному расположению в смысле логистики. В 1887 году из Дуэ в Лилль был переведён университет Северной Франции, а в 1921 году лилльские учёные из института Пастера первыми в мире получили противотуберкулёзную вакцину.

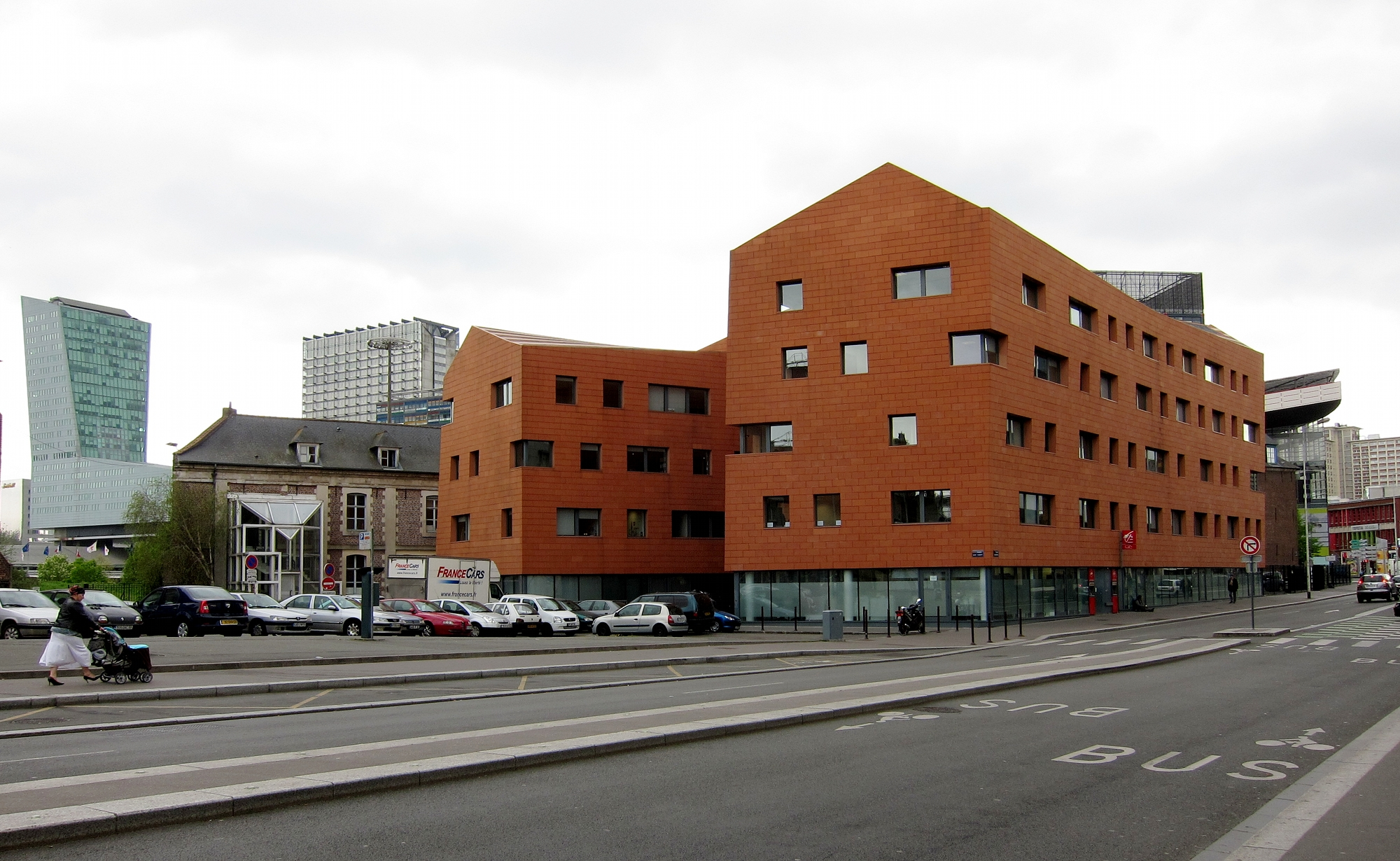
Многие фабрики и казармы Лилля переоборудованы в современные офисные здания

В 1890 году в Лилле родился Шарль де Голль: хотя родители его жили в Париже, мать предпочитала рожать в доме бабушки. Его имя носит одна из центральных площадей, а в его родном доме открыт музей.
Во время Первой мировой войны Лилль был оккупирован немцами.
31 мая 1940 года Роммель загнал в «Лилльский карман» 40 000 французских солдат, которые были взяты в плен.
В связи с кризисом хлопчатобумажного производства в Европе Лилль, начиная с 1960-х годов, меняет свой экономический профиль, обветшавшие фабрики переоборудуются. В 1983 году введён в эксплуатацию Лилльский метрополитен (первый полностью автоматизированный метрополитен в мире). В 2000 году к Лиллю был присоединён город Ломм. В 2004 году Лилль разделил с Генуей честь называться культурной столицей Европы.
С 25 июля по 1 августа 2015 года в Лилле впервые был проведён Всемирный конгресс эсперантистов, сотый по счёту. На него собрались 2695 участников из 82 стран мира. По традиции, родившейся на первом конгрессе в Булонь-сюр-Мер 110 лет тому назад, участники использовали только язык эсперанто.

## Архитектура и градостроительство
Старинная часть города, когда-то обнесённая стеной, простирается на север от бульвара Свободы. С южной стороны от бульвара — современный город регулярной планировки. Бульвар упирается в пятиугольную крепость, спроектированную в конце 1660-х годов Вобаном. Из прочих укреплений времён Людовика XIV сохранились только Парижские ворота. Пышным внутренним убранством отличаются лилльские храмы XVII—XIX веков, включая собор Нотр-Дам-де-ла-Трей.
Из памятников гражданской архитектуры выделяется Старая биржа XVII века во фламандском стиле. Полудеревянный дом Жиля де ла Бо (1636) даёт представление о том, как выглядели особняки состоятельных фландрских купцов при Габсбургах. В течение XX века многие старинные постройки в центре Лилля уступили место современным многоэтажным зданиям (см. брюсселизация). В 1961 году в районе Hauts Champs заработал первый гипермаркет «Ашан»: название торговой сети произведено от названия этого района Лилля.

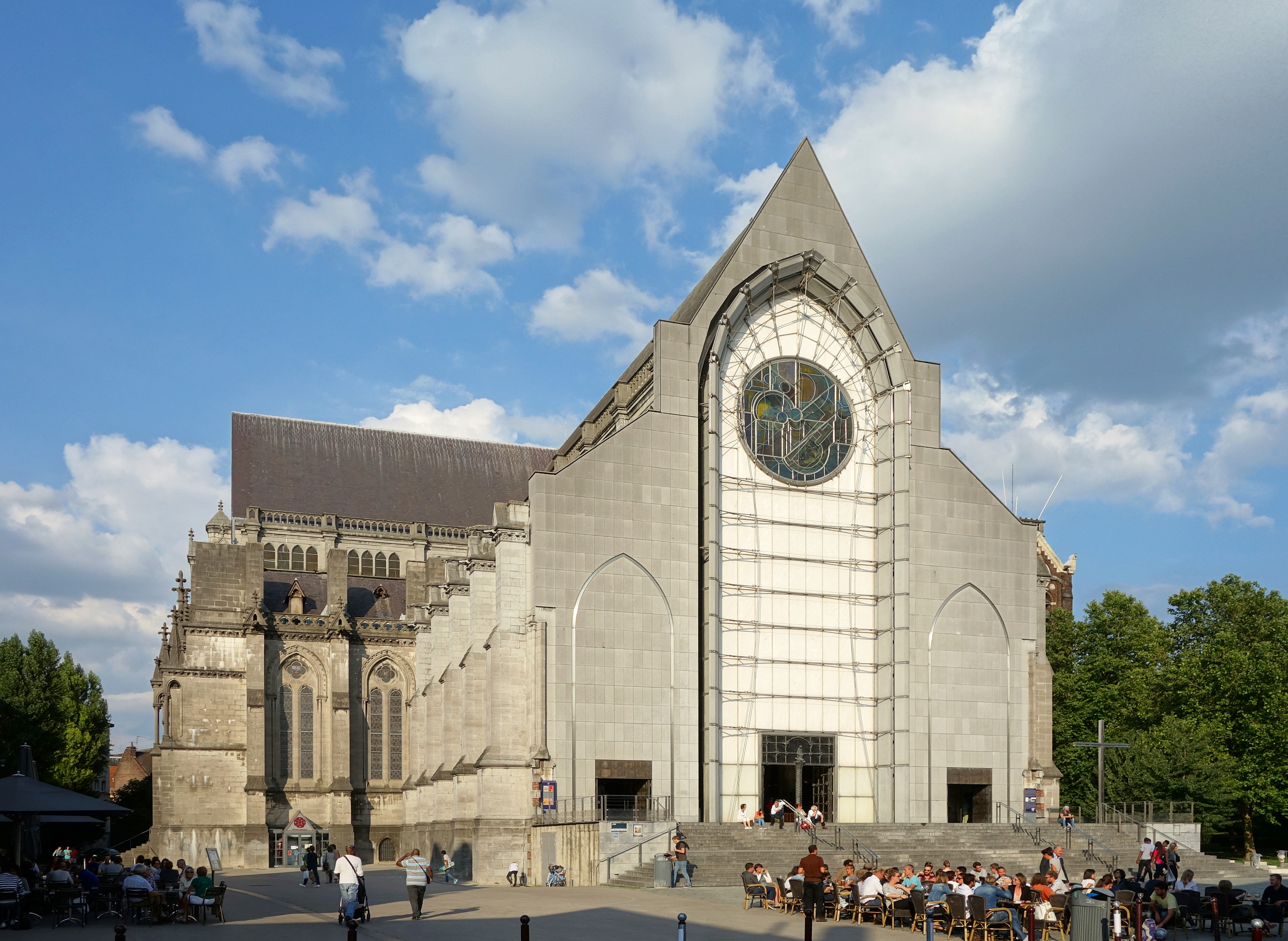
Кафедральный собор Нотр-Дам-де-ла-Трей
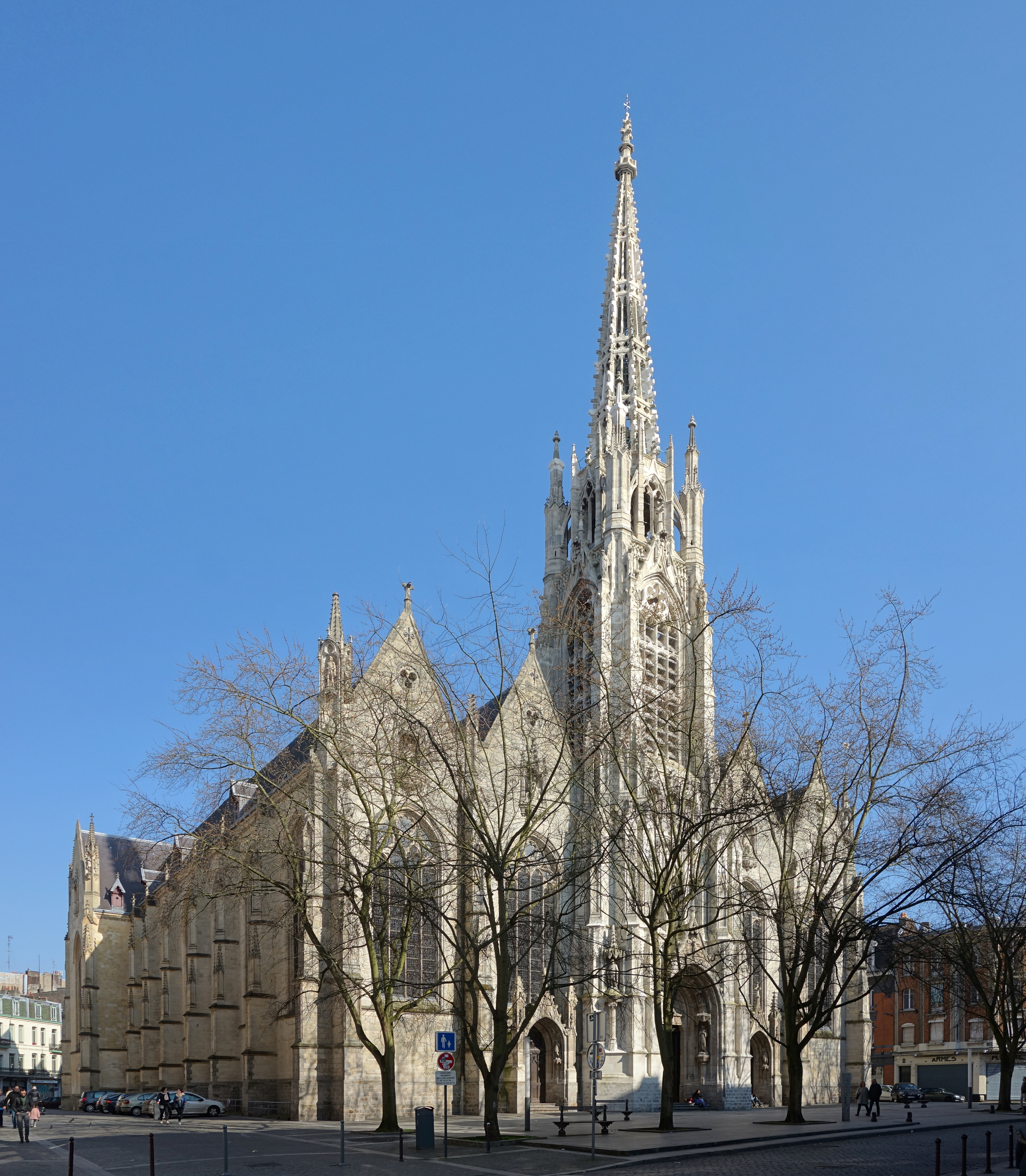
Церковь Святого Мориса
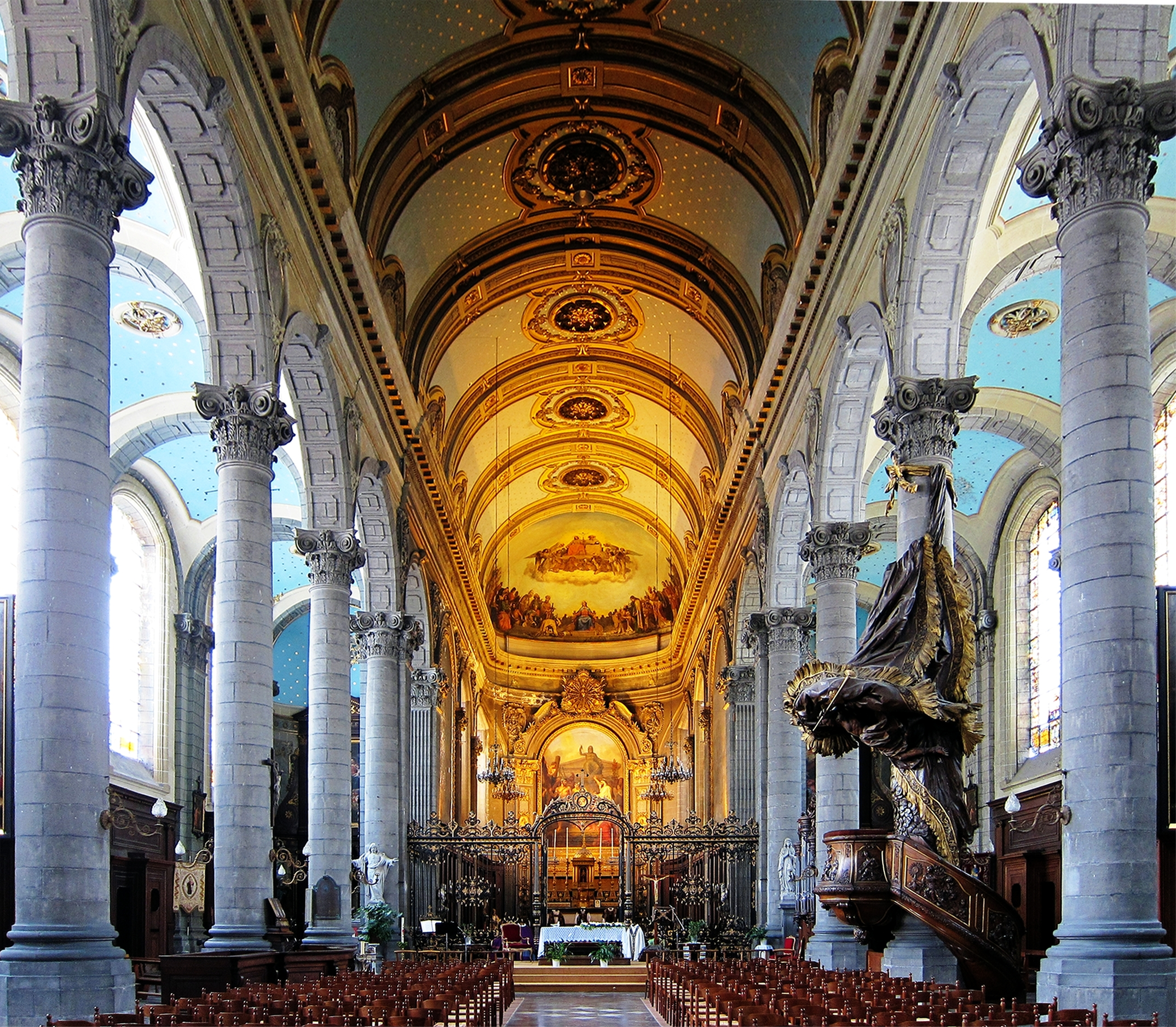
Неф церкви Святого Андрея
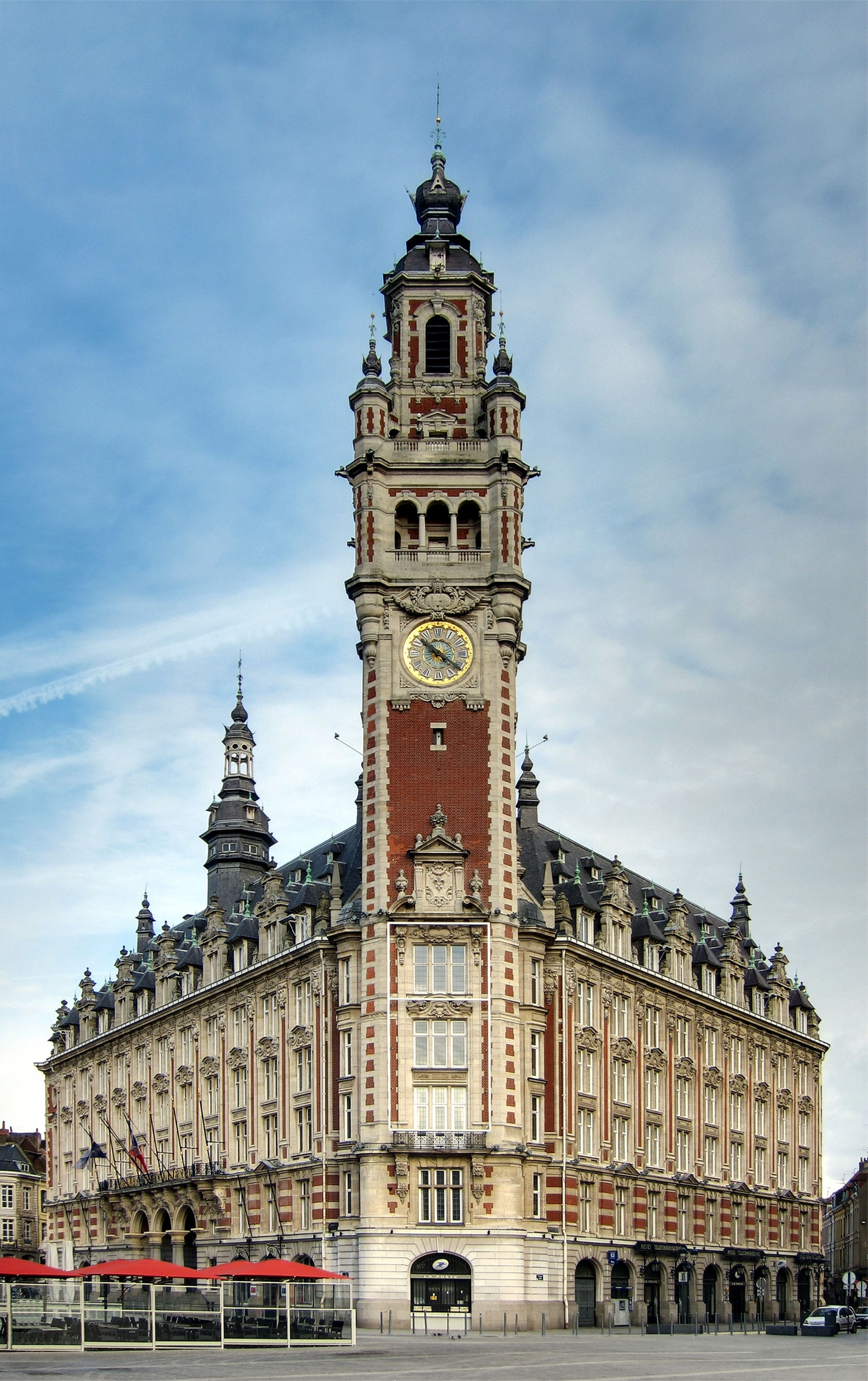
Торгово-промышленная палата
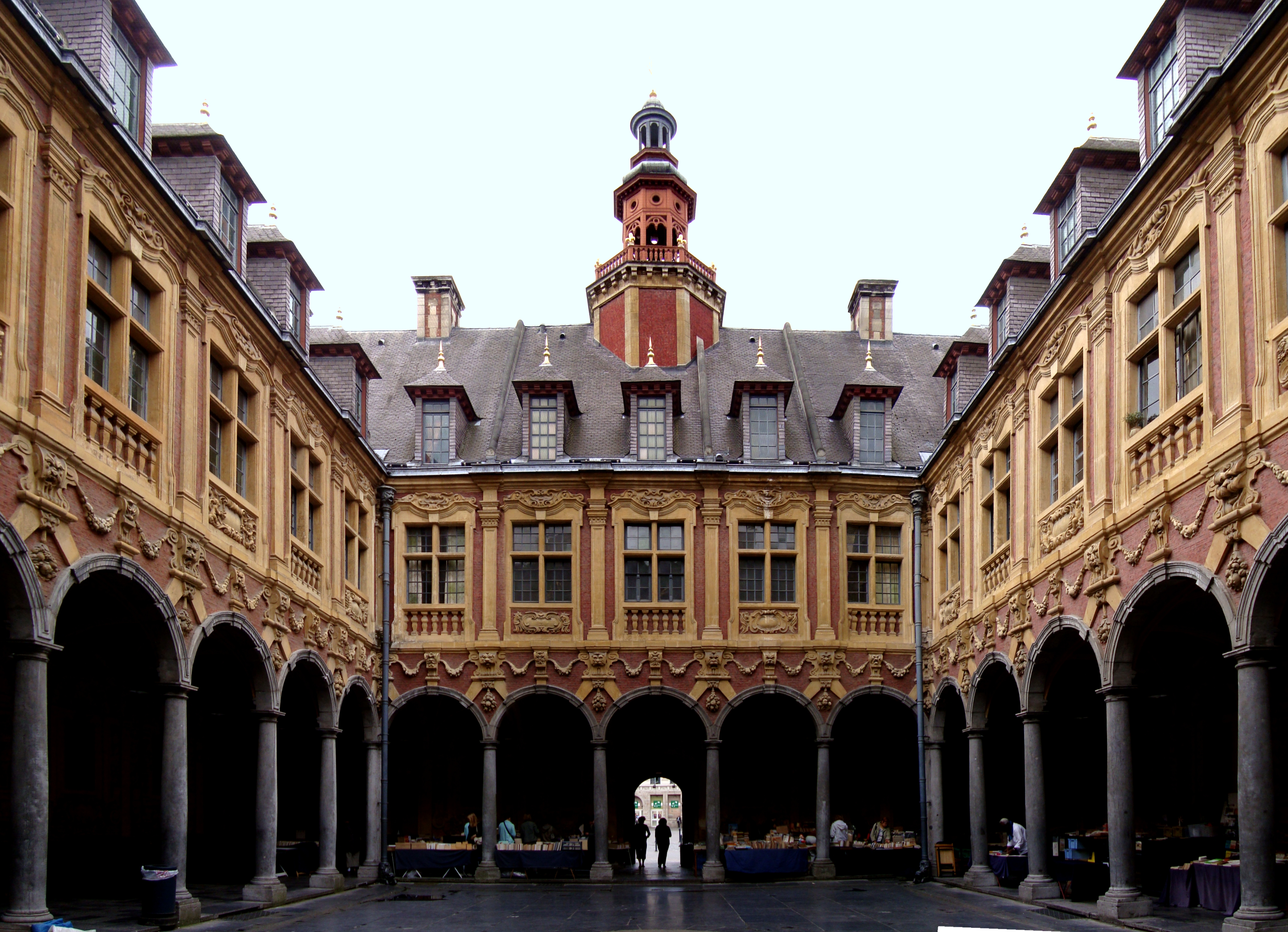
Старая биржа

## Экономика
Структура занятости населения:
- сельское хозяйство — 0,1 %
- промышленность — 4,4 %
- строительство — 3,9 %
- торговля, транспорт и сфера услуг — 48,5 %
- государственные и муниципальные службы — 43,1 %

Уровень безработицы (2017) — 19,2 % (Франция в целом — 13,4 %, департамент Нор — 17,6 %). 

Среднегодовой доход на 1 человека, евро (2017) — 18 680 (Франция в целом — 21 110, департамент Нор — 19 490).

## Демография
Динамика численности населения, чел.

## Администрация
Пост мэра Лилля с 2001 года занимает Мартин Обри, с 2008 года по 2012 год лидер Социалистической партии. На муниципальных выборах 2020 года возглавляемый ею левый список победил во 2-м туре, получив 40,01 % голосов (из трёх списков), опередив «зелёный» список Стефана Бали (Stéphane Baly) на 227 голосов (0,59 %).
| Период | Период | Фамилия       | Партия                  | Примечания                                                                          |
| ------ | ------ | ------------- | ----------------------- | ----------------------------------------------------------------------------------- |
| 1955   | 1973   | Огюстен Лоран | Социалистическая партия | Президент Генерального совета департамента, депутат Национального собрания, министр |
| 1973   | 2001   | Пьер Моруа    | Социалистическая партия | депутат Национального собрания, сенатор, премьер-министр Франции в 1981—1984 годах  |
| 2001   |        | Мартин Обри   | Социалистическая партия | министр, первый секретарь Социалистической партии в 2008—2012 годах                 |

## Транспорт
В Лилле несколько видов общественного транспорта: автобусы, трамваи и автоматическое лёгкое метро. Он обслуживает маршруты как в самом городе, так и в Лилльской агломерации (фр. Métropole Européenne de Lille) с территорией соответствующего трансграничного евроокруга Большой Лилль на части севера Франции и соседних районов Бельгии.

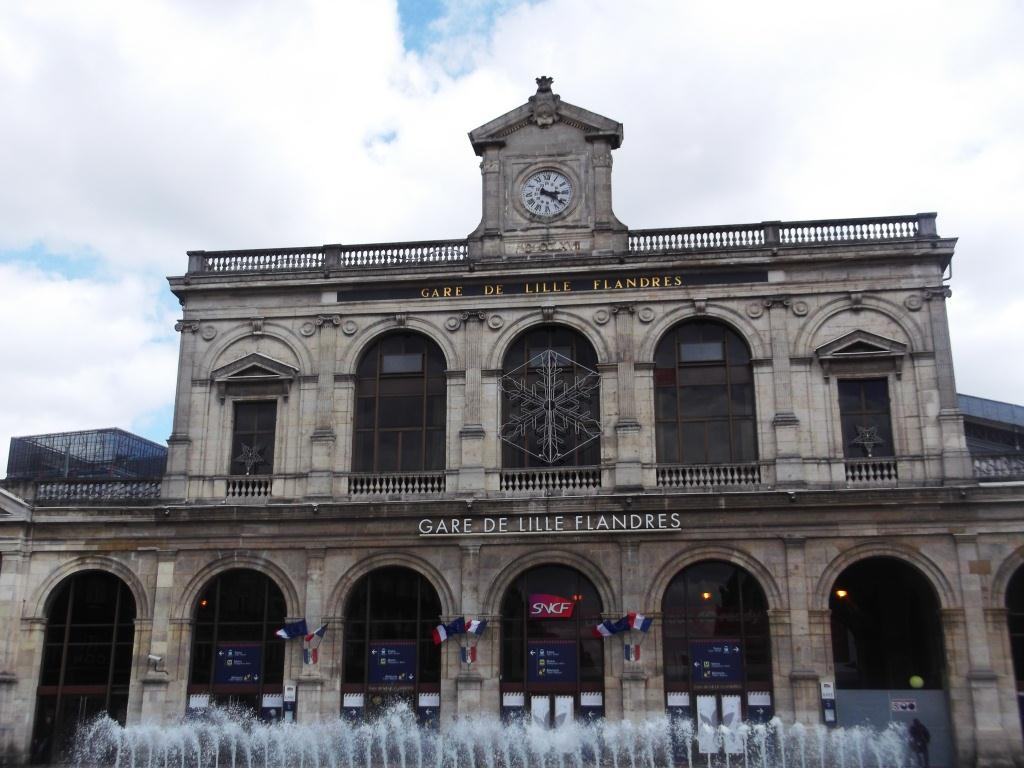
Вокзал Лилль-Фландрия

Оператором сети общественного транспорта агломерации Лилля выступает компания Ilévia. Она является филиалом группы компаний Keolis, специализирующейся в сфере трамваев и автоматического метро. Метрополитен Лилля введён в эксплуатацию Keolis в 1983 году и стал первым в мире беспилотным. Во Франции Keolis является оператором не только сетей мультимодальных перевозок пассажиров, но и интегрированных парковочных решений, а также медицинского транспорта; группа компаний также разработала беспилотный автобус и городской фуникулёр, которые введены в эксплуатацию в других городах. В городе два крупных железнодорожных вокзала — Лилль Фландрия и Лилль-Европа.

Схема линий Лилльского метрополитена

Лилльский метрополитен автоматизирован по французской технологии VAL. Он оснащен поездами на шинном ходу и имеет две линии.

## Культурные учреждения
- В Музее изящных искусств (1892) экспонируются работы Баутса, Босха, Донателло, Веронезе, Рубенса, Ван Дейка, Ж. Л. Давида, Делакруа, Гойи и других мастеров.
- Лилльский музей естественной истории[фр.] (1806)
- Университет Лилля — Северной Франции (2009)
- Центральная школа Лилля (1854—1872)
- Лилльский институт управления (1956)
- Опера де Лилль (1923)
- Консерватория (1803)
- Драматический театр Нор (1925) в здании бывшего гвардейского корпуса 1717 года
- Театр «Севастополь»[фр.] (1903) на площади, названной в честь Севастопольской победы в Крымской войне (1853—1856)
- Медиатека Жан-Леви (1965)

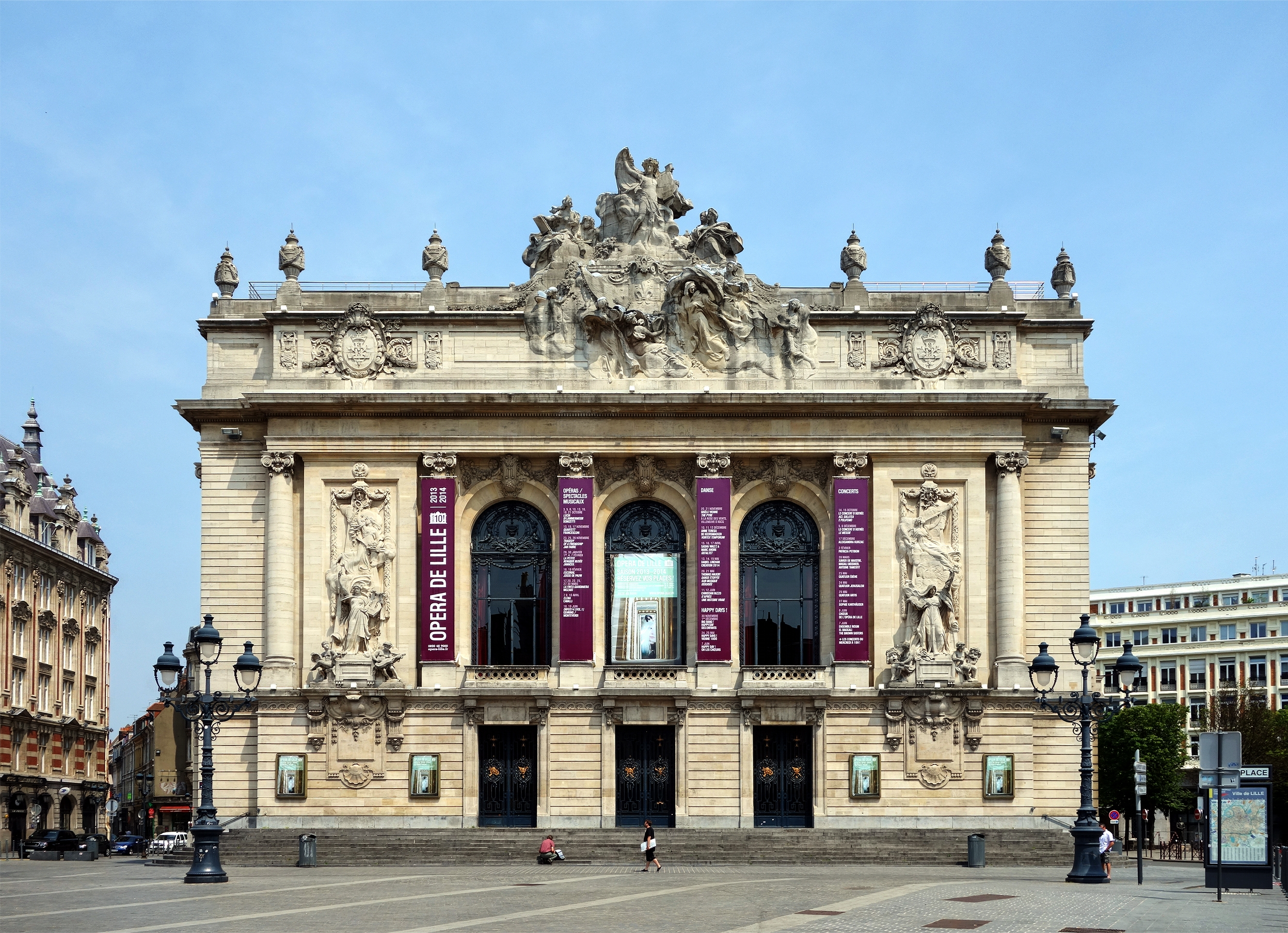
Опера де Лилль
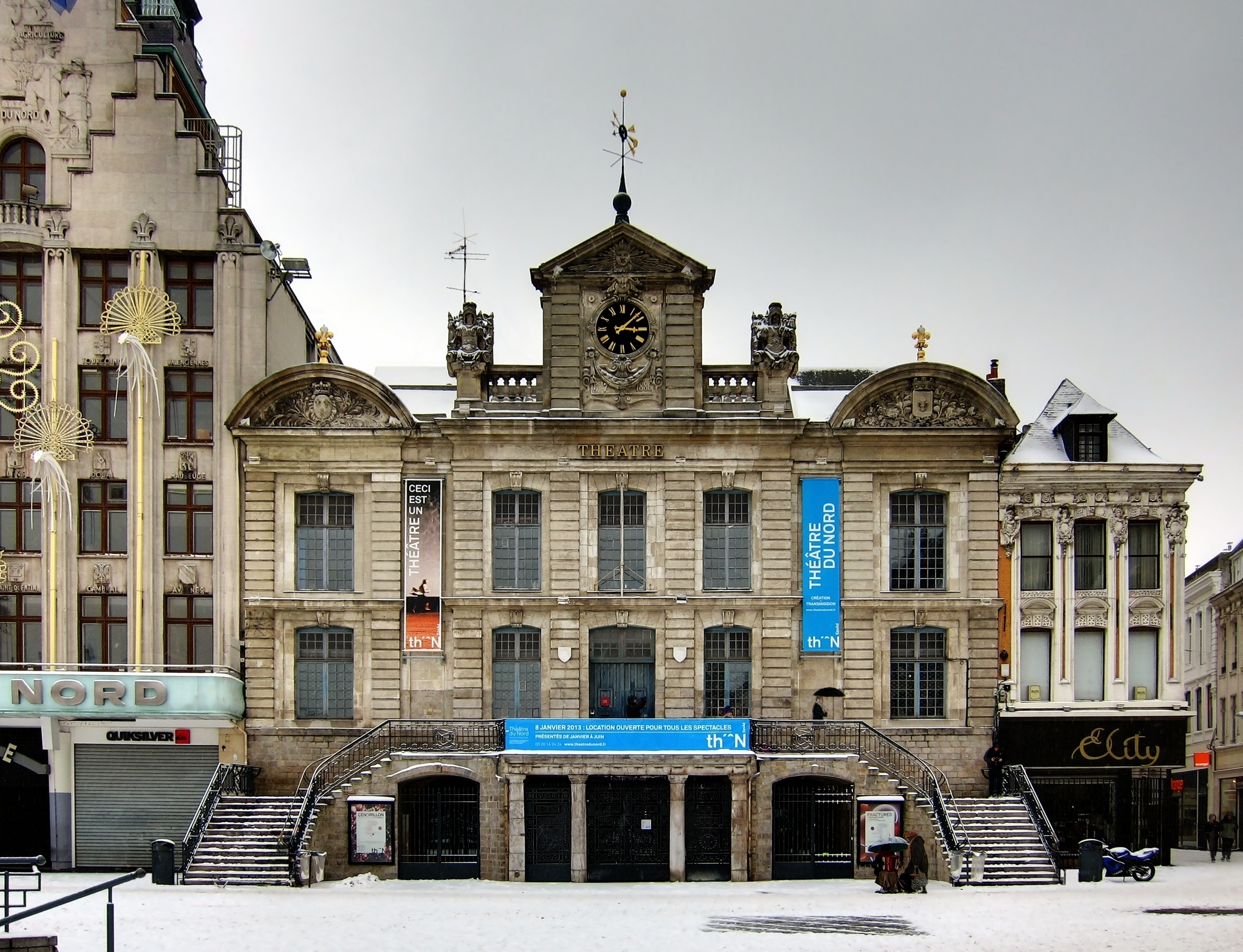
Театр Нор
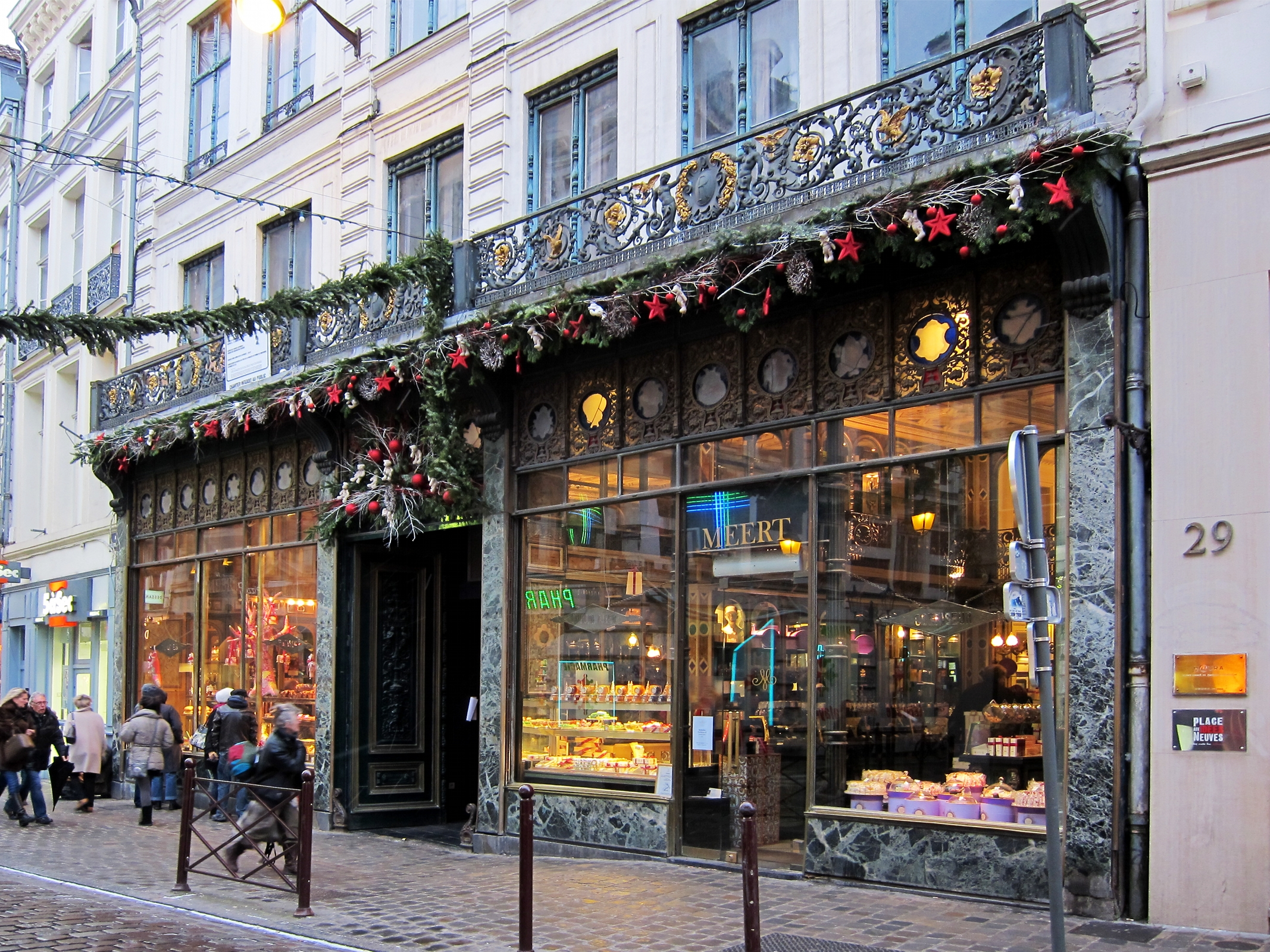
Кондитерская Мер (Meert)
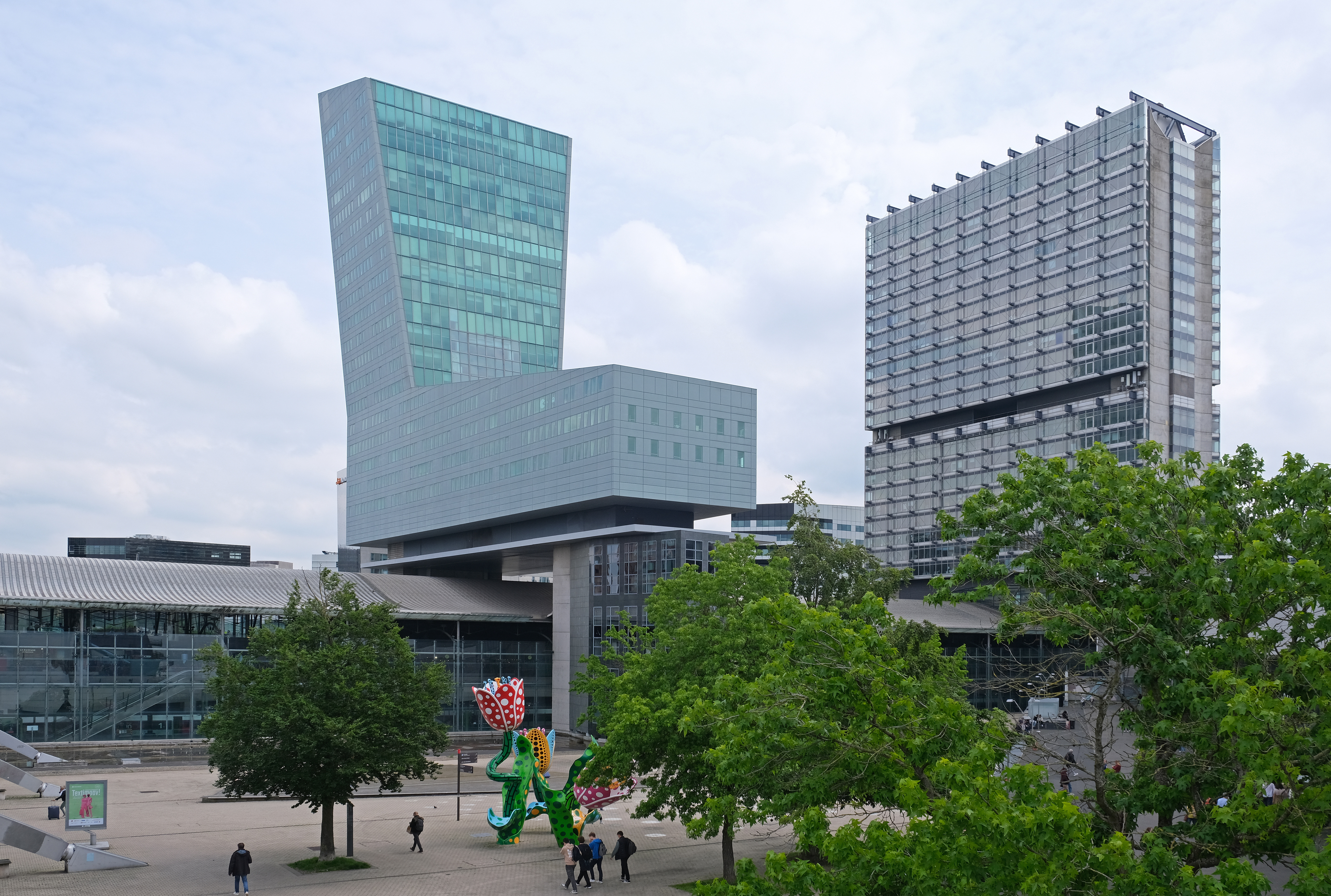
Железнодорожный вокзал Лилль-Европа

## Спорт
- Футбольный клуб «Лилль» — четырёхкратный чемпион Франции (сезоны 1945/1946, 1953/1954, 2010/2011, 2020/2021)
- Lille Métropole Hockey Club[фр.] — многократный чемпион Франции по хоккею на траве среди мужчин (15) и женщин (5)
- Мужской баскетбольный клуб «Lille Métropole Basket Club», выступает во втором дивизионе чемпионата Франции

В этом городе летом 2024 года прошли соревнования по баскетболу и гандболу в рамках XXXIII Олимпийских игр.

## Климат
| Показатель                    | Янв.  | Фев.  | Март | Апр. | Май  | Июнь | Июль | Авг. | Сен. | Окт. | Нояб. | Дек.  | Год   |
| ----------------------------- | ----- | ----- | ---- | ---- | ---- | ---- | ---- | ---- | ---- | ---- | ----- | ----- | ----- |
| Абсолютный максимум, °C       | 14,2  | 18,9  | 22,7 | 27,6 | 30,9 | 34,0 | 36,1 | 36,0 | 33,8 | 27,5 | 20,1  | 15,7  | 36,1  |
| Средний суточный максимум, °C | 5,1   | 6,3   | 9,4  | 12,8 | 17,0 | 20,0 | 22,0 | 22,3 | 19,4 | 14,9 | 9,1   | 6,0   | 13,7  |
| Средняя температура, °C       | 2,7   | 3,4   | 5,8  | 8,6  | 12,4 | 15,2 | 17,2 | 17,2 | 14,8 | 11,1 | 6,2   | 3,6   | 9,9   |
| Средний суточный минимум, °C  | 0,3   | 0,5   | 2,3  | 4,3  | 7,7  | 10,5 | 12,3 | 12,2 | 10,3 | 7,3  | 3,4   | 1,2   | 6,0   |
| Абсолютный минимум, °C        | −19,5 | −17,8 | −8,8 | −4,7 | −2,3 | 0,0  | 3,4  | 3,9  | 1,2  | −4,4 | −7,8  | −17,3 | −19,5 |
| Норма осадков, мм             | 51    | 41    | 56   | 48   | 59   | 63   | 60   | 55   | 58   | 64   | 66    | 61    | 682   |
| Источник: Infoclimat          |       |       |      |      |      |      |      |      |      |      |       |       |       |

## Города-побратимы
- Буффало, США
- Вальядолид, Испания (1987)[6]
- Вроцлав, Польша
- Кёльн, Германия
- Лидс, Великобритания (1968)[7]
- Льеж, Бельгия (3 июля 1958)[8]
- Наблус, Государство Палестина
- Роттердам, Нидерланды
- Сен-Луи, Сенегал
- Сити-оф-Лидс, Великобритания (1968)[7]
- Турин, Италия
- Уджда, Марокко
- Харьков, Украина (6 июня 1998)[9]
- Цфат, Израиль
- Шанхай, Китай
- Эрфурт, Германия (4 декабря 1988)[10]
- Эш-сюр-Альзетт, Люксембург